# Магично срце

Магично срце (јап. ハートキャッチプリキュア！; енгл. HeartCatch PreCure!) је аниме серија и седма сезона франшизе Pretty Cure. Настала је у режији Тацује Нагаминеа и продукцији студија Тоеј. Премијерно је приказана 7. фебруара 2010. године у Јапану. Теме серије су говор цвећа, мода и музика.
У Србији серија је премијерно емитована 2013. године на каналу Хепи синхронизована на српски језик. Синхронизацију је радио студио Хепи ТВ. Нема ДВД издања.

## Радња
Радња седме сезоне почиње када на путу до новог дома, љубитељка цвећа Теодора сања чудан и мистериозан сан, где је легендарна ратница позната као Вила Месечине поражена у подножју „Дрвета срца“. Испоставља се да је сан стваран, а виле се појављују поред ње. Желе да она постане легендарна ратница Вила и сакупи семе срца како би спречила умирање Дрвета срца, извора свих људских Цветића срца. Али Теодора, несигурна у себе, мисли да то не може учинити и одбија. Међутим, непријатељ напада њену другарицу из разреда Ерику и одузима јој Цветић срца. Да би спасила Ерикин Цветић срца, Теодора сакупља храброст која јој је потребна и претвара се у Вилу Магично Срце.

## Улоге
| Улога      | Српски тумач          |
| ---------- | --------------------- |
| Теодора    | Наташа Аксентијевић   |
| Ерика      | Софија Јеремић        |
| Суза       | Софија Јеремић        |
| Јулија     | Миомира Драгићевић    |
| Ана        | Миомира Драгићевић    |
| Дана       | Јована Јеловац Цавнић |
| Потпури    | Миомира Драгићевић    |
| Сорина     | Софија Јеремић        |
| Вила Таме  | Наташа Аксентијевић   |
| Маријана   | Миомира Драгићевић    |
| Софија     | Јована Јелић          |
| Катарина   | Миомира Драгићевић    |
| Талија     | Софија Јеремић        |
| Александар | Зоран Стојић          |